# Cyanogomphus minutus
Cyanogomphus minutus är en trollsländeart som beskrevs av Jean Belle 1970. Cyanogomphus minutus ingår i släktet Cyanogomphus och familjen flodtrollsländor. Inga underarter finns listade i Catalogue of Life.